# 岩手県道253号元木江刈内線
岩手県道253号元木江刈内線（いわてけんどう253ごう もときえかりないせん）は、岩手県岩手郡葛巻町葛巻から岩手町江刈内に至る一般県道である。

## 概要
岩手郡葛巻町葛巻の国道281号交点から、国道281号の南を平行して通り、東北新幹線いわて沼宮内駅至近の岩手県道17号岩手平舘線交点に至る。

### 路線データ
- 実延長：16,889.5 m[要出典]
- 起点：岩手郡葛巻町葛巻第39地割（追分橋東T字路、国道281号交点）
- 終点：岩手郡岩手町大字江刈内第10地割（県道17号交点）

## 歴史
- 1974年（昭和49年）10月29日 - 県道に認定される。

## 地名の由来
江刈内の地名についてはアイヌ語の「エカリナイ」に由来し、付近の川の古名と推測される。

## 地理

### 通過する自治体
- 岩手郡
  - 葛巻町
  - 岩手町

### 交差する道路
- 国道281号（葛巻町葛巻第39地割）
- 岩手県道17号岩手平舘線（岩手町大字江刈内第10地割）